# جينيفر دونيلي
جينيفر دونيلي (بالإنجليزية: Jennifer Donnelly)‏‏ (16 أغسطس 1963 في بورت تشيستير - ) روائية، وكاتِبة، ومؤلفة، وكاتبة للأطفال من الولايات المتحدة.